# Танго не для нас
«Танго не для нас» — збірка поезій української письменниці Тетяни Череп-Пероганич, що вийшла друком 2020 року в Білоцерківському видавництві «Час Змін Інформ». Є п'ятою збіркою поезій і 11-ю книгою письменниці.

## Вихідні дані
Танго не для нас: поезії / Тетяна Череп-Пероганич. — Біла Церква: Час Змін Інформ, 2020, — 116 с. ISBN 978-617-7477-79-1

## Вміст
До збірки «Танго не для нас» увійшли вірші, написані після 2016 року.

## Відгуки
- Буквоїд[1]
- Золота пектораль[2]
- Bituk.Media[3]
- Чернігівська обласна газета «Деснянка»[4]
- Газета «Культура і життя»[5]
- Книгобачення[6]

Огляд книги увійшов до збірки Іванни Стеф'юк «Портрет українця: Культурологічні есеї та образки».